# Delfinek nadobny
Delfinek nadobny (Stenella clymene) – gatunek ssaka z rodziny delfinowatych (Delphinidae). Średniej wielkości delfin.

## Dane
- Wielkość urodzeniowa: ok. 0,75 m
- Dojrzałość płciowa samców: przy długości ok. 1,76 m
- Dojrzałość fizyczna samców: przy długości ok. 1,97 m
- Pożywienie: małe mezopelagiczne ryby i głowonogi
- Zagrożenia: niedostatecznie poznany status; możliwe przypadkowe połowy w sieci dryfujące.
- Występowanie: wody subtropikalne i tropikalne Atlantyku, włącznie z Zatoką Meksykańską[4]. Delfin ten jest rzadki, być może z natury, w porównaniu z innymi gatunkami rodzaju Stenella

Delfinów nadobnych nie trzyma się w delfinariach.

## Taksonomia
Delfinek nadobny przez swoje podobieństwo do delfinka długoszczękiego, był uważany za jego podgatunek od swego odkrycia w 1850 przez Johna Graya aż do 1981, kiedy to został uznany za osobny gatunek. W związku z faktem, że delfinki nadobne przypominają delfinki długoszczękie, badacze często wybierają do obserwacji te ostatnie, gdyż do nadobnych trudniejszy jest dostęp. Delfinek nadobny jest wciąż jednym z najmniej poznanych gatunków waleni.

## Wygląd
Delfinek nadobny przedstawia sylwetkę typową dla rodzaju Stenella. Dziób jest dość długi, żuchwa jest wysunięta dalej niż górna szczęka. Płetwy piersiowe tego delfina są małe, a płetwa grzbietowa tylko lekko zagięta w tył. Górna część ciała jest u niego czarna, boki są szare, a spodnia część ciała biała. Płetwa ogonowa i krańce płetw piersiowych są czarne. Na brzegach pyska oraz na górze i dole pyska delfinek nadobny ma po czarnym pasku. Jasna linia prowadzi od oka do płetwy piersiowej.